# Navia barbellata
Espèce
Classification phylogénétique
Navia barbellata est une espèce de plantes à fleurs de la famille des Bromeliaceae, endémique du Guyana.